# Laurin & Klement
Laurin & Klement — чешская марка производителя автомобилей, мотоциклов и велосипедов, основанная в 1895 году в Млада-Болеславе, Королевство Богемия, Австро-Венгрия двумя компаньонами Вацлавом Лаурином и Вацлавом Клементом. Была приобретена промышленным конгломератом «Akciová společnost, dříve Škodovy závody» (сейчас — Škoda Holding) в 1925 году и переименована в Škoda, которая на сегодняшний день является крупнейшим производителем автомобилей в Чехии, дочерней компанией Volkswagen Group.

## История

### Начало
Поводом для основания компании послужил отчасти курьёзный случай. 26-летний книготорговец Вацлав Клемент приобрёл велосипед производства немецкой фирмы Seidel & Naumann, который вопреки ожиданиям владельца часто ломался. Вацлав написал жалобу в чешский офис производителя, располагавшийся в Усти-над-Лабем, откуда он получил отписку с требованием писать рекламацию на немецком языке. Хотя в то время немецкий язык считался основным в Австро-Венгрии, ситуация в целом задела Клемента и он решил, что сможет самостоятельно заняться выпуском велосипедов, только более надёжных. Компаньоном стал механик Вацлав Лаурин, часто посещавший книжный магазин Клемента, мастерская расположилась в арендованном помещении на окраине Млада-Болеслава. Новообразованное предприятие назвали Laurin & Klement, и с декабря 1895 года начали производить велосипеды под торговой маркой «Славия» (Slavia), имевшей патриотический славянский подтекст. Продукция быстро завоевала популярность, штат компании постоянно увеличивался, росли и масштабы производства, уже в 1897 году была приобретена собственная земля и построен завод.
Через некоторое время начались эксперименты с установкой двигателя на велосипед, а в 1899-м компаньоны построили полноценный мотоцикл под названием Laurin & Klement Typ 1. Первые 35 экземпляров реализовали в Германии, а в 1900 году удалось отправить большую партию в 150 штук для фирмы Hawetson из Лондона. Чешские мотоциклы использовались на службе в британской Королевской почте. Через год L&K впервые участвовала в крупной мотоциклетной гонке, проходившей по маршруту Париж — Берлин и закончившейся успехом заводского пилота Нарциса Подседничека. Фирменная легенда утверждает, что чешский мотоспортсмен приехал к финишу первым, в три часа утра, намного раньше, чем начали свою работу судьи. По этой причине результат не был правильно зафиксирован.
В 1903 году производство мотоциклов стало преобладать над велосипедами, фабрика увеличилась в размерах, число сотрудников превысило 200. Успехи компании стали в немалой степени возможны благодаря достижениям своих гонщиков: кроме Подседничека, вклад внёс Франтишек Томан и, особенно, Вацлав Вондрич, победивший в 1905 году на соревнованиях во французском Дурдане, в своём классе, эта часть истории была отражена в чехословацком фильме 1957 года «Дедушка-автомобиль». Спустя меньше десятилетия производства, в марте 1905 года L&K закончил производство велосипедов, полностью переключившись на мотоциклы и автомобили.

### Расширение производства
Первым автомобилем марки стала модель Laurin & Klement A или Voiturette Type A, с двухцилиндровым 1,1-литровым двигателем мощностью 7 л. с., выпускавшаяся в 1905-1907 годах. Она оказалась достаточно успешной по меркам своего времени, и разошлась тиражом более ста экземпляров. В 1906-м в производство пошло ещё четыре модели, двухцилиндровые B, C и C2, а также первая 4-цилиндровая модель марки Laurin & Klement E. Наиболее массовой из этого квартета стала модель B, произведённая в количестве 250 штук (222 двухместных, 15 четырехместных, плюс 13 шасси и коммерческих машин). В 1907 году производственную гамму дополнили 4-цилиндровые B2 и F. Модель Laurin & Klement F была самой крупной по размерам и самой массовой в период 1907–1909, произведён 371 экземпляр с кузовами фаэтон, лимузин, ландо, фургон, омнибус и в версии санитарного автомобиля.
Растущий спрос подталкивал к привлечению дополнительного капитала на развитие, и поэтому в 1907-м тип собственности преобразовали в акционерное общество. Вацлав Клемент занял пост генерального директора, а Вацлав Лаурин — технического директора. Размеры фабрики неуклонно росли, число сотрудников превысило шесть сотен. Продолжала расширяться и линейка моделей, в том же году увидел свет первый восьмицилиндровый Laurin & Klement, модель FF, начал выпускаться мелкой серией спортивный модель FC. Вскоре компания стала самым крупным автопроизводителем в Австро-Венгрии. Большое влияние на продажи оказывали спортивные успехи машин Laurin & Klement, на которых удавалось регулярно показывать хорошие результаты в международных автосоревнованиях. Наиболее успешными пилотами за рулём чешских машин были Вацлав Вондрич, Отто Иеронимус, граф Александр Йозеф Коловрат-Краковский.
В 1912 году была поглощена автомобильная фабрика RAF, располагавшаяся в городе Райхенберг. Одновременно с ростом завода расширялся и ассортимент производимой продукции, который стал охватывать новые секторы машиностроения для компании. Начали производить стационарные двигатели (по лицензии Brons), авиационные двигатели (по лицензии Lorraine-Dietrich), бесклапанные плунжерные двигатели Knight, дорожные катки Laurin & Klement VB (в сотрудничестве с First Prague Stock Machinery Ruston), моторные плуги Excelsior и др.

### Первая мировая война
Во время Первой мировой войны завод был стабильно загружен военными заказами, мотоциклы, легковые и грузовые автомобили производились для нужд австро-венгерской армии. И наоборот, после войны возникли проблемы из-за распада Австро-Венгрии, большинство клиентов неожиданно оказалось за пределами границ, разрушились многие довоенные деловые связи, экспорт был сведен к минимуму. Новые европейские государства оказались экономически слабыми, в том числе и новообразованная Первая Чехословацкая республика, которая активно боролась за территориальную целостность, а автопроизводители на её территории находились под контролем армии. В это время в Laurin & Klement ограничения на производство автомобилей старались частично компенсировать другими видами деятельности, такими как производство моторных плугов Excelsior, пользовавшихся хорошим спросом.

### Послевоенный период и слияние со Škoda
Спустя несколько лет после окончания Первой мировой войны экономика страны начала восстанавливаться, в Laurin & Klement произошёл новый виток развития деловой активности, обновлялись торговые связи, несмотря на увеличившееся число таможенных барьеров с соседними странами. Компания постепенно увеличивала общий объём выпуска, хотя сами модели послевоенного периода считались консервативными на фоне продукции конкурентов. Типичным представителем в производственной гамме можно назвать модель S, которая собиралась с 1911 по 1924 год, и была произведена в количестве 1853 экземпляра.
28 июня 1924 года на предприятии разгорелся пожар, который уничтожил значительную часть техники. Хотя техническое оборудование заменили, и в ноябре 1924 года оно было установлено в новых зданиях, Laurin & Klement оказалась в тяжёлом состоянии: её модели из-за устаревшей концепции с трудом составляли конкуренцию на внутреннем рынке машинам чешских компаний Praga и Tatra, масштаб производства оставался относительно небольшим, а вследствие этого цены на продукцию — высокими. Финансовые вливания были необходимы как для расширения производства, так и для разработки новых моделей. Поэтому 27 июня 1925 года произошло объединение с чешским концерном Akciová společnost, dříve Škodovy závody v Plzni (в настоящее время Škoda Holding). Автомобильный завод в Млада-Болеславе с тех пор стал специализироваться на производстве легковых автомобилей под маркой Škoda, почти вся администрация переехала в штаб-квартиру в Праге, а разработка и производство коммерческих автомобилей — в Пльзень. Производство мотоциклов прекратилось.

## Настоящее время
Сегодня Škoda Auto использует название Laurin & Klement для обозначения наиболее престижных версий некоторых моделей своих автомобилей, таких как Octavia, Superb, Kodiaq. В частности, президент Чехии использует для служебных поездок и официальных выездов Škoda Superb в исполнении Laurin & Klement. Сохранившиеся экземпляры машин Laurin & Klement из заводских запасников периодически предоставляются на тест-драйвы для автомобильных журналистов.

## В Российской империи
Российский рынок до начала Первой мировой войны был одним из ключевых для компании Laurin & Klement. На Российскую империю приходилось до трети экспорта, а в целом ряде городов модели L&K входили в число лидеров по количеству представленных машин. При этом Voiturette Type A являлась одной из самых доступных на рынке. В то же время, в гамме присутствовали и дорогие модели, благодаря которым их владельцами становились представители дворянского сословия. Известен случай, когда Laurin & Klement пользовался Николай II, во время посещения заповедника Аскания-Нова в 1914 году, по приглашению Фридриха Эдуардовича Фальц-Фейна. При этом император фактически нарушил негласный придворный этикет, согласно которому он должен был передвигаться только на автомобилях из императорского гаража.
В 1907-м автомобили Laurin & Klement демонстрировались на «Первой международной автомобильной выставке» в Санкт-Петербурге. В том же году «Петровский гараж» в Москве закупил три автобуса для организации регулярных автобусных маршрутов. Через год две машины приняли участие в автопробеге Петербург — Москва. А в 1911 году пять автомобилей заводской команды участвовали в пробеге по маршруту Петербург — Севастополь, пройдя дистанцию без штрафных очков. Кроме того, в 1911–1912 годах Laurin & Klement принимали участие в трёх российских испытательных автопробегах, проводимых военными ведомствами.
С началом Первой мировой войны компания прекратила свою деятельность в России.

## Легковые модели
- Laurin & Klement A (1905)
- Laurin & Klement B[чеш.] (1906)
- Laurin & Klement C[чеш.] (1906)
- Laurin & Klement E[чеш.] (1906)
- Laurin & Klement B2[чеш.] (1907)
- Laurin & Klement C2[чеш.] (1907)
- Laurin & Klement FC[чеш.] (1907) (спортивная)
- Laurin & Klement FCS[чеш.] (1908) (спортивная)
- Laurin & Klement BS[чеш.] (1908)
- Laurin & Klement EN[чеш.] (1909)
- Laurin & Klement FCR[чеш.] (1909) (спортивная)
- Laurin & Klement ENS[чеш.] (1910)
- Laurin & Klement T / Ta[чеш.] (1914)
- Laurin & Klement MK6 / 445 / 450[чеш.] (1920)
- Laurin & Klement A / 100[чеш.] (1922)
- Laurin & Klement 105[чеш.] (1923)
- Laurin & Klement 150[чеш.] (1923)
- Laurin & Klement 350[чеш.] (1925)
- Laurin & Klement 110[чеш.] (1925)
- Laurin & Klement 120[чеш.] (1925)
- Laurin & Klement 360[чеш.] (1926)

## Фотогалерея
- Мотоцикл Laurin & Klement Typ 1 (1903)
- Трицикл Laurin & Klement
- Laurint & Klement Typ A (1906)
- Laurint & Klement BS (1907)
- Laurin & Klement S
- Laurin & Klement S
- Laurin & Klement 300
- Омнибус Laurin & Klement
- Laurin & Klement - Škoda 110